# Microgaster nixoni
Microgaster nixoni är en stekelart som beskrevs av Austin och Paul C. Dangerfield 1992. Microgaster nixoni ingår i släktet Microgaster och familjen bracksteklar. Inga underarter finns listade i Catalogue of Life.